# 여풍당당
여풍당당은 2013년 4월 11일부터 2013년 10월 17일까지 방송되었던 시사교양 프로그램이다.

## 기획 의도
대한민국 30대와 40대 주부들의 이야기를 그린 시사교양 프로그램이다.

## 동 시간대 프로그램
다음 동 시간대 프로그램은 매주 목요일 오전 11시에 방송된다.
| 방송 채널 | 프로그램     | 방송 시간                            |
| --------- | ------------ | ------------------------------------ |
| KBS 2TV   | 지구촌 뉴스  | 매주 평일 오전 10시 50분 ~ 11시 10분 |
| KBS 2TV   | 스포츠 타임  | 매주 평일 오전 11시 10분 ~ 11시 20분 |
| KBS 2TV   | 사랑의 가족  | 매주 평일 오전 11시 20분 ~ 11시 50분 |
| SBS TV    | SBS 생활경제 | 매주 평일 오전 11시 ~ 12시           |